# マーカス・ルール

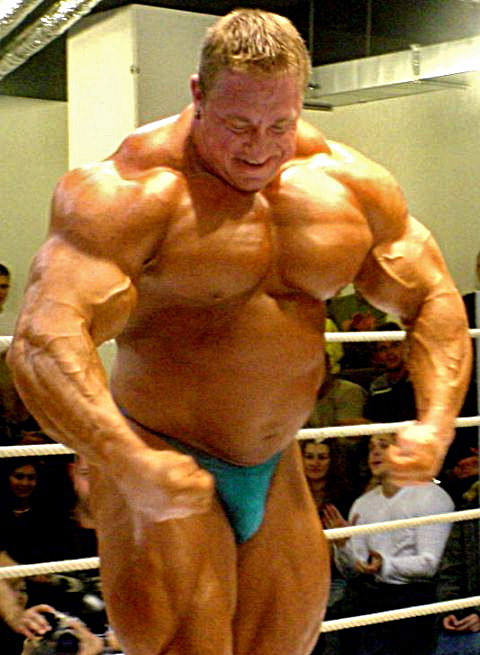
マーカス・ルール

マーカス・ルール（Markus Rühl, 1972年2月22日 - ）はドイツ・ダルムシュタット出身の元ボディビルダー
。その圧倒的な筋量で知られている。

## 概要
身長は178cm。
最高位は2004年ミスター・オリンピア5位。2010年にIFBBユーロ派スーパーショーで7位入賞したのを最後に引退。
ボディビル史上最大レベルの巨大な肩回りの筋肉を誇っていた。また、上腕二頭筋もシンソール疑惑を持たれるほど大きかった。一方で腹部膨張やカットの弱さなどのプロポーション難を抱えており、それが祟って大会の大小にかかわらず1位の経験が殆どなかった。